# 킬레스쿠스
킬레스쿠스(Kileskus)는 쥐라기 중기 바토니움절 시베리아에 살았던 프로케라토사우루스과의 육식 수각류 공룡이다. 몸길이는 5.2m에 몸무게는 700kg으로 추정된다. 속명의 뜻은 카카스어로 '도마뱀'이다.
러시아 크라스노야르스크 지방의 이타트 지층에서 상악골, 전악골, 각하골, 경추 등이 발견되었다.